# Las campanas de Rere
Las campanas de Rere es una leyenda chilena sobre la localidad de Rere, ubicada en la Región del Biobío de Chile. 
Las campanas provendrían de un antiguo templo del pueblo de Rere, que resultó destruido luego de un fuerte terremoto (la parroquia del lugar se levantó en 1927, pero quedó destruida por el terremoto de 1960, por lo que se reconstruyó en otro lugar relativamente cerca a su antigua ubicación). Se dice que estas campanas pudieron hacerse gracias a las donaciones de diferentes personas, quienes entregaron para sus fabricaciones joyas, monedas de oro, plata, cobre, bronce y otros metales. La aleación de todos ellos les dio un maravilloso tañido, e hizo que las hermosas campanas se escucharan a muchos kilómetros de distancia.
Sucedió que, en una ocasión, se quiso llevar las campanas de Rere a la ciudad de Concepción. Sin embargo, misteriosamente cuando las trasladaban en una carreta tirada por varias yuntas de bueyes, a poco andar no hubo fuerza que lograra hacerla avanzar. Pero el hecho más asombroso fue que cuando se decidió volverlas a su lugar, no se necesitó más que una sola yunta para hacerlo. El campanario fue iluminado en el año 2020 gracias a una donación del Museo Casa Cano de Rere, dirigido por el periodista Hansel Silva.